# Alfons Cama i Saballs
Alfons Cama i Saballs (Calonge 1952) és un enginyer industrial i escriptor català.
Alfons Cama va viure a Palamós des del deu anys fins que va començar els estudis d'enginyeria industrial a Barcelona. Després va anar a viure a Tarragona. El 2013, després que Cama autopubliqués la novel·la El camí dels cirerers, l'editorial Gregal va publicar-li Un pessic de l'ànima, novel·la inspirada en els últims anys del franquisme.
El 2016 va rebre el VIII Premi DRAC de Relat Curt 2016, atorgat per Òmnium Cultural del Solsonès pel conte Maria Cinta. El 2021 va rebre l'accèssit de narrativa de la 23a edició dels premis Vila de Torelló, atorgats per l’Associació d’Entitats de Torellonenques (ADET) pel relat L’home dels elàstics blaus. El 2024 va rebre un accèssit als Jocs Florals persones grans de Montcada i Reixac en la categoria narrativa pel relat Desenllaç fatal.

## Obres

### Novel·les
- El camí dels cirerers, publicada per l'autor el març de 2013 ISBN 978-84-616-2845-2
- Un pessic a l'ànima. Octubre de 2013. Editorial Gregal ISBN 978-84-941500-3-6[7]
- Amb dits de molsa. Setembre de 2015. Editorial Gregal. ISBN 978-84-943898-7-0[1][8]
- L'olor de la seva pell. Novembre 2017. Editorial Gregal. ISBN 978-84-17082-36-9
- El primer piteu Maig. 2019 Editorial Gregal ISBN 978-84-17660-36-9
- El llarg silenci dels botxins. Octubre 2020. Trípode ISBN 978-84-122351-2-8
- La lluna turquesa Abril 2024 Editorial Aledis ISBN 978-84-128505-0-5

### Contes
- Nabil "Robapinyes" Abril 2022. El Cep i la Nansa ISBN 978-84-124768-5-9

### Teatre
- Adaptació teatral de la novel·la El llarg silenci dels botxins. estrenada de la mà d'Òmnium Cultural Tarragonès i el Programa de Memòria Democràtica de l'Ajuntament de Tarragona 2022.